# نادي تريستينا
نادي تريستينا (بالإيطالية: U. Triestina 2012)‏، نادي كرة قدم إيطالي يقع في مدينة ترييستي في إيطاليا، تأسس عام 1918.
يلعب حاليا في Lega Pro Prima Divisione.